# Westmere
Nehalem Sandy Bridge
Westmere est la famille de microprocesseurs d'Intel qui succède à la famille Nehalem. Conservant une microarchitecture Nehalem, le procédé de fabrication de ces processeurs, s'inscrivant dans le cadre de la stratégie tic-tac d'Intel, utilise cependant une photolithographie dont la précision maximale est meilleure, 32 nm au minimum.
Cette famille apporte également, par rapport à Nehalem, sept nouvelles instructions spécifiques au chiffrement AES. La microarchitecture ne change pas significativement par rapport à celle de la famille Nehalem,.
La famille de microprocesseurs qui a succédé à Westmere est Sandy Bridge, en 2011.

## Caractéristiques
Les améliorations apportées aux fonctionnalités de Westmere par rapport à Nehalem sont les suivantes :
- Processeurs six coeurs (Gulftown) et dix coeurs (Westmere-EX) natifs[4]
- Un nouveau jeu d'instructions qui offre un taux de chiffrement et de déchiffrement des processus Advanced Encryption Standard (AES) plus de trois fois supérieur à celui d'avant[5]
  - Fournit sept nouvelles instructions (jeu d'instructions AES ou AES-NI), dont six qui implémentent l'algorithme AES, et PCLMULQDQ (voir le jeu d'instructions CLMUL) qui implémente la multiplication sans retenue pour utilisation en cryptographie et compression de données[6]
- Processeur graphique intégré, ajouté dans le boîtier du processeur (CPU double coeurs Arrandale et Clarkdale uniquement).
- Latence de la virtualisation améliorée[7]
- Nouvelle capacité de virtualisation : "VMX Unrestricted mode support", qui permet aux invités 16 bits de s'exécuter (mode réel et mode grand réel).
- Support de "Huge Pages" de taille 1 Go.

| Cache | Cache  | Taille de page | Taille de page    | Taille de page |
| Nom   | Niveau | 4 ko           | 2 Mo              | 1 Go           |
| ----- | ------ | -------------- | ----------------- | -------------- |
| DTLB  | 1er    | 64             | 32                | NC             |
| ITLB  | 1er    | 128            | 7 / coeur logique | NC             |
| STLB  | 2e     | 512            | aucun             | aucun          |

## Variantes de CPU
| Nb coeurs (Interface)                                   | Procédé     | Taille de puce  | CPUID                               | Modèle | Stepping   | PC portables      | PC de bureau, Serveur UP | Serveur DP          | Serveur MP          |
| ------------------------------------------------------- | ----------- | --------------- | ----------------------------------- | ------ | ---------- | ----------------- | ------------------------ | ------------------- | ------------------- |
| Dix coeurs (Quadruple canal)                            | 32 nm       | 513 mm2         | 206F2                               | 47     | A2         |                   |                          |                     | Westmere-EX (80615) |
| Six coeurs (Triple canal)                               | 32 nm       | 248 mm2         | 206C0 (ES/QS), 206C1 (ES/QS), 206C2 | 44     | A0, B0, B1 |                   | Gulftown (80613)         | Westmere-EP (80614) |                     |
| Double coeur (Double canal, PCIe, Processeur graphique) | 32 nm 45 nm | 114 mm2 +81 mm2 | 20652 20655                         | 37     | C2 K0      | Arrandale (80617) | Clarkdale (80616)        |                     |                     |

## Processeurs

### Gulftown
Les processeurs Gulftown possèdent six cœurs, et se connectent sur un socket LGA 1366. Ce sont des processeurs haut de gamme, apparus sur le marché en mars 2010.

### Clarkdale
Le processeur Clarkdale est un processeur double cœur entrée de gamme pour ordinateur de bureau se connectant sur un socket LGA 1156 et dont la commercialisation a commencé début 2010. Il est composé de deux dies, le premier intégrant les deux cœurs CPU, le second un cœur GPU cadencé à une fréquence plus faible que les deux cœurs CPU et un contrôleur mémoire.

### Arrandale
Les processeurs Arrandale possèdent deux cœurs et sont destinés aux ordinateurs portables, avec notamment une moindre consommation électrique.